# Autumn Leaves (Cannonball Adderley)
Autumn Leaves è il 18° album live di Julian Cannonball Adderley, pubblicato nel 1976 dalla Riverside Japan Records.

## Tracce
Lato A
1. Work Song – 9:09 (Nat Adderley)
2. Autumn Leaves – 7:27 (Jacques Prévert, Joseph Kosma, Johnny Mercer)
3. Dizzy's Business – 6:01 (Ernie Wilkins)

Durata totale: 22:37
Lato B
1. Primitivo – 12:12 (Julian Cannonball Adderley)
2. Jive Samba – 10:37 (Nat Adderley)

Durata totale: 22:49

## Musicisti
Cannonball Adderley Sextet
- Julian Cannonball Adderley - sassofono alto
- Nat Adderley - cornetta
- Yusef Lateef - flauto, oboe, sassofono tenore
- Joe Zawinul - pianoforte
- Sam Jones - contrabbasso
- Louis Hayes - batteria